# Neseis chinai
Neseis chinai är en insektsart som beskrevs av Robert L. Usinger 1942. Neseis chinai ingår i släktet Neseis och familjen fröskinnbaggar. Inga underarter finns listade i Catalogue of Life.